# Équipe de Suisse de football en 1915
Cet article présente l'année 1915 pour l'équipe de Suisse de football.

## Bilan
|           | Nombre de matchs | Victoires | Défaites | Matchs nuls | Buts marqués | Buts encaissés |
| Domicile  | 0                | 0         | 0        | 0           | 0            | 0              |
| Extérieur | 1                | 0         | 1        | 0           | 1            | 3              |
| Neutre    | 0                | 0         | 0        | 0           | 0            | 0              |
| Total     | 1                | 0         | 1        | 0           | 1            | 3              |

## Matchs et résultats
| Match amical                                | Italie                                                | 3 - 1   | Suisse   | Piazza d'Armi, Turin                            |                                                 |
| 31 janvier 1915 · Historique des rencontres | Fehlmann 2e (csc) · L. Cevenini 42e · A. Cevenini 54e | (2 - 1) | 13e Wyss | Spectateurs : 8 000 Arbitrage : Edoardo Pasteur | Spectateurs : 8 000 Arbitrage : Edoardo Pasteur |
| 31 janvier 1915 · Historique des rencontres | Rapport                                               |         |          | Spectateurs : 8 000 Arbitrage : Edoardo Pasteur | Spectateurs : 8 000 Arbitrage : Edoardo Pasteur |